# Bacillus atrophaeus
Bacillus atrophaeus es una especie de bacteria de pigmentación negra. Su cepa tipo es la NRRL NRS-213. Las cepas de B. atrophaeus se han utilizado ampliamente en biomedicina como cepas indicadoras para regímenes de descontaminación basados en calor y productos químicos. La mayoría de las cepas en uso son derivados de un linaje de B. atrophaeus que se originó en Camp Detrick en la década de 1950, donde se desarrollaron muchos procedimientos modernos de biocontención. B. atrophaeus se ha conocido históricamente con otros nombres, como B. globigii (el origen de su apodo militar "BG") y B. subtilis var. niger. Los análisis filogenéticos modernos que utilizan múltiples métodos genéticos han situado a B. atrophaeus cerca de B. subtilis. Su uso original, y aún el más destacado, es como organismo sustituto del patógeno B. anthracis, a partir del programa de armas biológicas de EE.UU., ya que su pigmentación facilitaba la discriminación de organismos de fondo no pigmentados en muestras ambientales. El posterior análisis genómico y fenotípico de las cepas derivadas de los aislados de Camp Detrick reveló que se habían seleccionado deliberadamente cepas que presentaban elevadas tasas de esporulación.